# Георги Попхристов (Енидже Вардар)
Вижте пояснителната страница за други личности с името Георги Попхристов.
Георги Попхристов (Попъ Христевъ) е български революционер, деец на Вътрешната македоно-одринска революционна организация.

## Биография
Георги Попхристов е роден в 1879 година в Енидже Вардар (Па̀зар), тогава в Османската империя, днес Яница в Гърция. Присъединява се към ВМОРО. Ениджевардарският революционен комитет е съставен от Хариш Божков, Томо Тушиянов, Миле Попхристов, Георги Харизанов, Георги Попхристов, Димитър Карабашев и Петър Хаджириндов (заместен след разкритието му от Михаил Каяфов).
След 1912 година е арестуван от новите гръцки власти, заточен е на Трикери, където и намира смъртта си.